# Alice (Elis)
Alice (Elis) è un brano musicale scritto ed interpretato dal cantautore Virginio, estratto come primo singolo dal suo secondo album in studio, Ovunque, pubblicato il 16 marzo 2012 dall'Universal Music.

## Il brano
Il 16 marzo il brano entra in rotazione radiofonica ed è disponibile tramite download digitale.
Il brano è stato inserito nella compilation Amici 2012, in seguito alla partecipazione del cantante al serale dell'undicesima edizione del programma Amici di Maria de Filippi, nella categoria Big.

## Il video
Il video musicale, per la regia di Gianluca Montesano, è stato pubblicato il 26 marzo 2012. Il video parla di una storia d'amore che finisce, impersonata da due giovani. Il ragazzo rincorre per tutto il video Alice; la ragazza cerca di non dargli soddisfazione, fino a quando, voltandosi si accorge di essere rimasta ormai sola. Virginio compare in un palco vuoto nelle vesti di cantastorie, descrivendo una Alice tanto bella quanto cattiva.

## Tracce
1. Alice (Elis) – 3:36 (Virginio Simonelli)

## Classifiche
| Classifica | Posizione massima |
| ---------- | ----------------- |
| Italia     | 69                |